# Chiesa dei Santi Marcellino e Pietro al Laterano
Santi Marcellino e Pietro è una delle chiese di Roma, costruita nel IV secolo su via Merulana e dedicata ai santi omonimi; si trova nel rione Monti.

## Storia

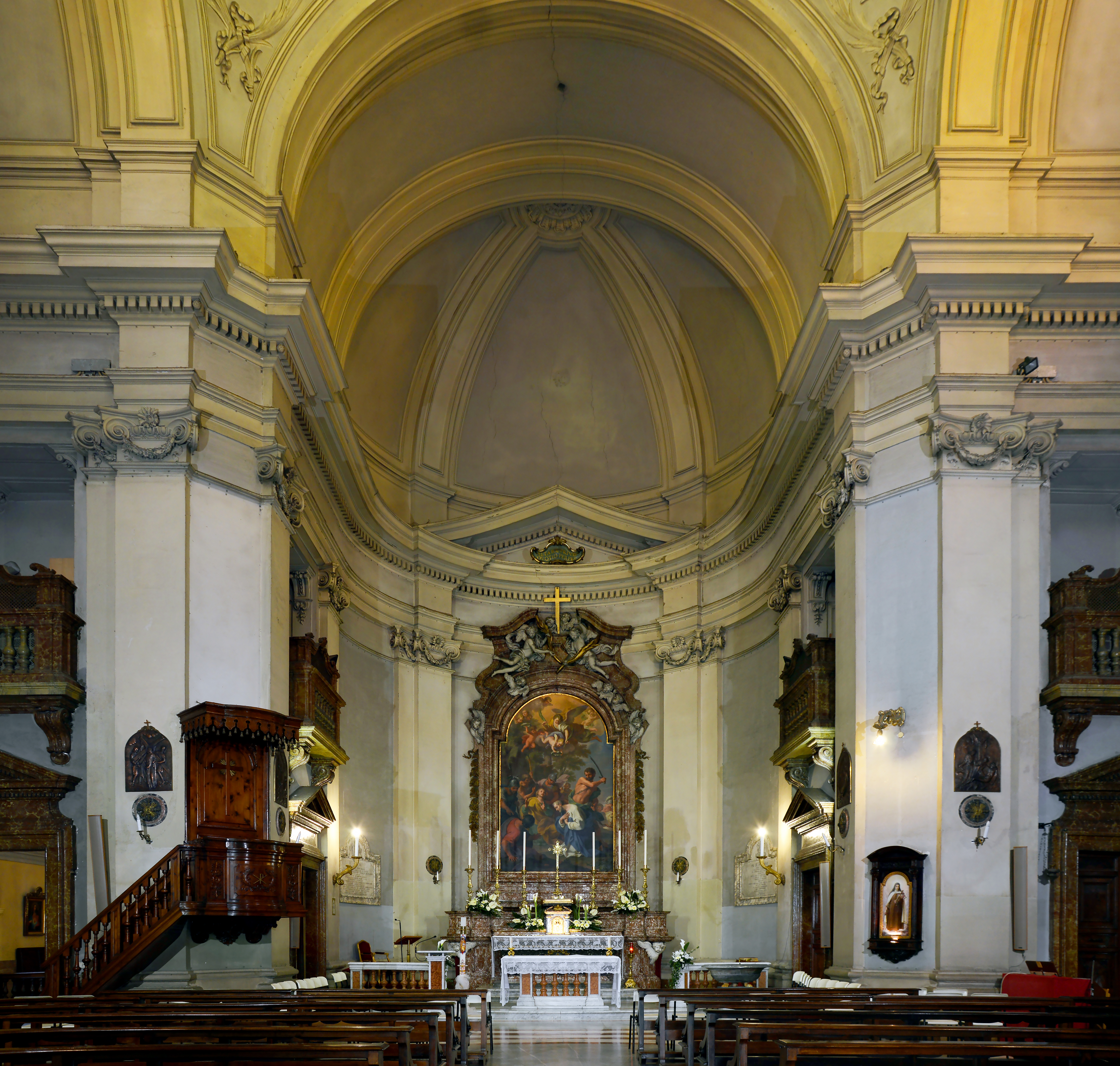
Interno con la pala di Gaetano Lapis

La chiesa venne fatta costruire nel IV secolo da papa Siricio, nei pressi delle catacombe di via Labicana: l'annesso ospizio divenne un centro per i pellegrini. Nell'VIII secolo papa Gregorio III fece restaurare la chiesa. Papa Alessandro IV decise di ristrutturarla nel 1256, per ospitarvi le reliquie dei due santi e di santa Marzia, posta in una urna sotto l'altare maggiore.

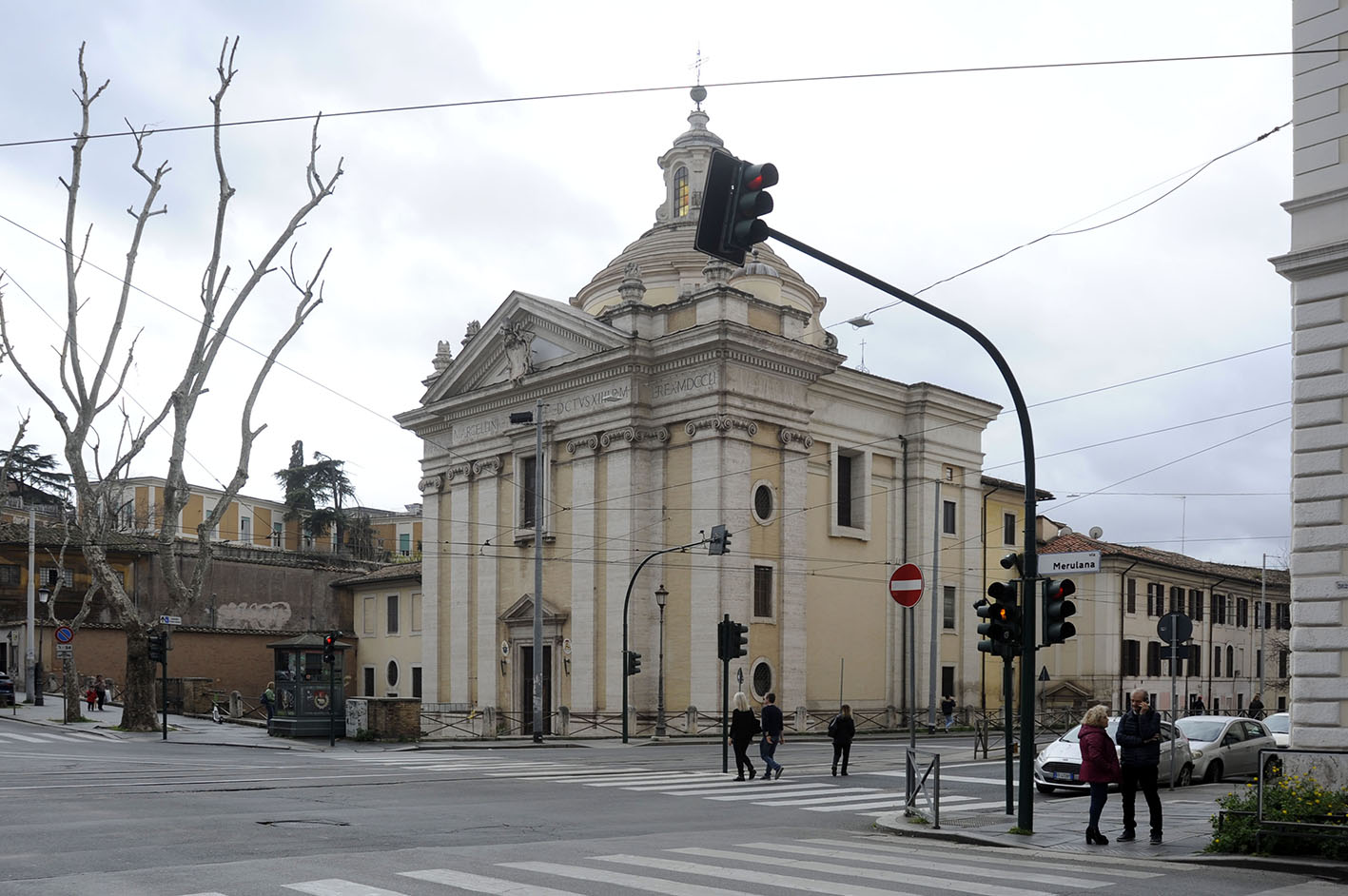
Chiesa Santi Marcellino e Pietro

Nel 1751 papa Benedetto XIV fece ricostruire la chiesa. Caratterizzata da un esterno a cubo con facciata di Girolamo Theodoli, un interno con pianta a croce greca, una cupola di influenza borrominiana e la pala dell'altare maggiore (olio su tela, 460×270 cm) che Gaetano Lapis realizza nel 1754 raffigurandovi il martirio dei santi titolari della chiesa. I Carmelitani scalzi ricevettero l'amministrazione del luogo di culto, mantenendola fino al 1906.
Il 15 ottobre 2011 la chiesa è stata fatta oggetto di atti vandalici da parte dei "Black block" che protestavano contro le politiche economiche mondiali, i quali hanno distrutto un crocifisso e una statua della Madonna di Lourdes nella canonica della chiesa.